# Erigorgus yezonis
Erigorgus yezonis là một loài tò vò trong họ Ichneumonidae.